# Accumulateur nickel-hydrogène

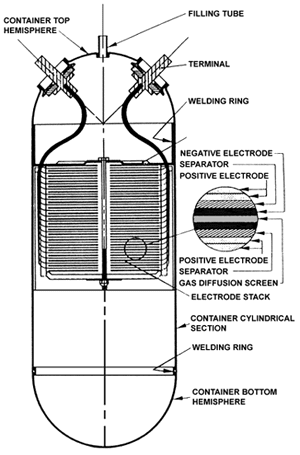
Représentation schématique d'un accumulateur nickel-hydrogène.

L'accumulateur nickel-hydrogène (NiH2 ou Ni-H2) est une source d'énergie électrochimique rechargeable basée sur le nickel et l'hydrogène. La différence avec un accumulateur nickel-hydrure métallique est l'utilisation de l'hydrogène dans une cellule sous pression jusqu'à 1 200 psi (82,7 bar).
L'utilisation des accumulateurs nickel-hydrogène concerne aussi l'aérospatiale. Sur l'ISS (Station spatiale internationale), on retrouve cette technologie pour stocker l'énergie récupérée par les panneaux photovoltaïques.

## Historique
L'hybridation de la technologie Nickel Cadmium et de la pile à combustible est une idée ancienne qui trouve sa source dans un brevet russe de la fin des années 1950. Cette technologie de batterie secondaire et donc rechargeable utilise une demi pile à hydrogène réversible qui fonctionne donc comme une cathode d'électrolyseur en charge et dégage de l'hydrogène gazeux par la décomposition de l'eau contenue dans un électrolyte conducteur. Cet hydrogène gazeux est ensuite stocké dans un réservoir dont le volume est limité et dont la pression augmente graduellement pour atteindre selon les modèles des valeurs de pression maximum en service MOP de l'ordre de 1100 psi soit près de 75 bars. Les États-Unis on largement développé ces technologies pour des applications spatiales, cependant d'autres applications ont été envisagées comme le stockage stationnaire au sol ou la traction électrique des véhicules.

## Designs

Schémas
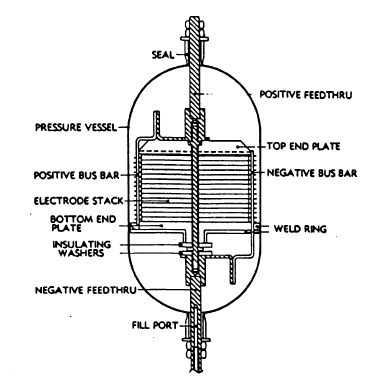
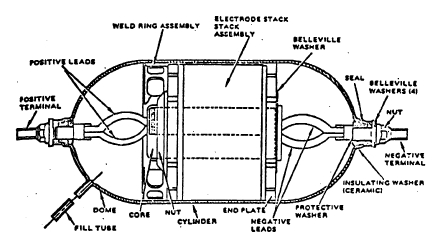
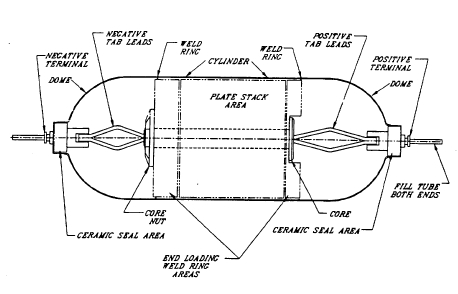
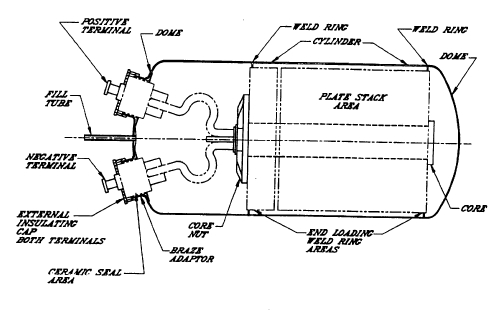
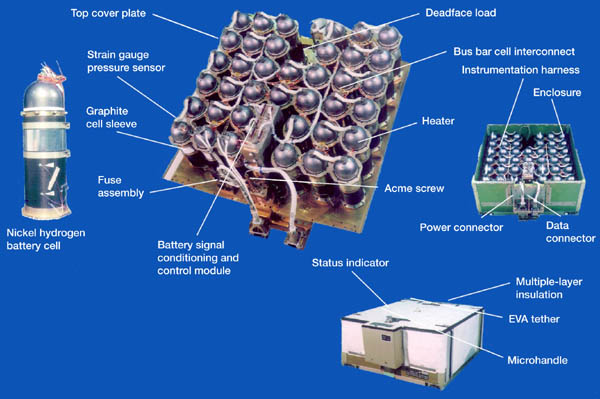